# كيرون برنارد
كيرون برنارد (بالإنجليزية: Kieron Bernard) هو لاعب كرة قدم جامايكي في مركز الدفاع، ولد في 2 أغسطس 1985 في سبانيش تاون في جامايكا. شارك مع منتخب جامايكا تحت 17 سنة لكرة القدم ومنتخب جامايكا تحت 20 سنة لكرة القدم. أما مع النوادي، فقد لعب مع Orlando City SC (2010–2014) ‏.